# Экснер, Василий Михайлович
Экснер Василий Михайлович (Калининская область, 31 декабря 1921 — 04 октября 1998, Каменск-Уральский) — советский и российский живописец, автор множества художественных картин в жанрах портрет, пейзаж, натюрморт, композиция; профессиональный педагог, учитель русского языка и литературы, театральный актёр.

## Биография
В июне 1941 года Экснер окончил «Ржевский Государственный Учительский Институт», в июле-августе прошел обучение в минометной роте под Тулой, а в сентябре 1941 года вместе с немцами из Поволжья 19-тилетний Экснер был переселен в город Каменск-Уральский, навсегда утратив связь с членами семьи. Отец его, Экснер Михаил Андреевич, 1891 года рождения, уроженец деревни Сарны (Польша), служил в царской армии на Дальнем востоке, работал бригадиром 3-го строительного участка станции Пустошка; арестован в январе 1938 года в г. Пустошке, репрессирован на 10 лет без права переписки, реабилитирован посмертно, 21 ноября 1958 года.
В школьные годы участвовал во Всесоюзном конкурсе на лучший детский рисунок в 1936 году и получил Третью всесоюзную премию. Один из его рисунков был опубликован в газете «Дружные ребята».
Во Ржеве он впервые увидел профессиональные спектакли государственного Ржевского театра и познакомился с художником А. П. Шведовым, который некоторое время вёл уроки рисования в школе; посещал мастерскую в его собственном доме.
В 1942 г. Экснер был принят на работу художником на стройку Уральского алюминиевого завода, в 1943 — художником в клуб того же завода. Весной 1943 года он стал посещать театральный кружок под руководством актрисы московского «Малого театра» Н. В. Львовой.
Экснер стал автором более чем тысяча художественных картин, сыграл множество ролей на городской театральной сцене. Его картины экспонировались в городских и Свердловских областных выставках; картина Экснера «Штормит» (1981) внесена в Государственный каталог Музейного фонда Российской Федерации
Также,  Экснер выступал на театральной сцене в многочисленных ролях. В 1946 году в Самодеятельном драматическом коллективе клуба Уральского ордена Ленина алюминиевого завода Экснер сыграл роль Потапыча — старого дворецкого в комедии А. Н. Островского «Воспитанница», и, одновременно, был художником этого спектакля.
В 1947 году в Свердловске состоялась выставка народного изобразительного искусства, на которой уже экспонировались четыре картины 25-тилетнего Экснера, в том числе картины: «Мужской портрет», «Деревья», «Лесная опушка», «Натюрморт».
С 1950-х годов по 1973 год Экснер сыграл роли:
- Могуты в сказочной драме «Богатырский сказ» (автор Як. Апушкин, режиссер-постановщик Шеметов А. И.);
- Афанасия Кабанова в комедийном спектакле «В добрый час» (автор В. С. Розов);
- Игната Игнатовича в пьесе «Первая весна» (авторы Г.Николаева, С.Радзинский);
- Игоря Александровича в спектакле «Вера Надежда Любовь» (автор А.Школьник);
- Готса в пьесе «Сибирская новелла» (автор Л.Митрофанов),
- роль юриста в спектакле по пьесе «Твой дядя Миша» посвященной 50-летию Великой Октябрьской социалистической революции (автор Г. Д. Мдивани, режиссер Ф. С. Медведев)
- и другие роли.

Последней работой его в театре стало художественное оформление спектакля по пьесе С. С. Смирнова «Люди, которых я видел», поставленного режиссером Ф. С. Медведевым 24 февраля 1973 года в г. Свердловске в Межсоюзном театре народного творчества.

## Примечание
1.Официальный (государственный) сайт Государственный каталог музейного фонда РФ (Госкаталог. РФ, картина за № 11799290 «Штормит»); https://goskatalog.ru/portal/#/
2.Журнал «Юнона и Авоська» № 1 (27) весна 2009 года стр. 13-14; https://v-zal.ru/vasilij-eksner/ (Выставочный зал МАУК «Краеведческий музей»)
3.Журнал «Культура Урала» № 4(90).Апрель 2021 г., статья «Воздушная живопись Экснера» (Диана Ахмедулова), стр. 81-83, учредитель Министерство культуры Свердловской области. Журнал зарегистрирован Управлением Роскомнадзора по Свердловской области 30.11.2012 г. ПИ №ТУ66-01069. Тираж 1000 экземпляров. Выход в свет 07.05.2021. (Эл. версия см.: https://www.muzkom.net/sites/default/files/kultural/4-90_web.pdf )